# Tratado de Trianon
O Tratado de Trianon foi assinado em 4 de junho de 1920, no Palácio Grand Trianon, em Versalhes, França. Destinava-se a regular a situação do novo Estado húngaro que substituiu o Reino da Hungria, parte do antigo Império Austro-Húngaro, após a Primeira Guerra Mundial. As partes ao tratado eram as potências vitoriosas, seus aliados e o lado perdedor. As potências vitoriosas incluíam os Estados Unidos, o Reino Unido, a França e a Itália; seus aliados eram a Romênia, a Iugoslávia e a Tchecoslováquia. O lado perdedor estava representado pela Hungria.

## Fronteiras da Hungria
No campo dos derrotados, a Hungria perdeu dois-terços de seu território, que passou de 325 000 km² a apenas 93 000 km² após a assinatura do tratado, e quase dois-terços de sua população, de 19 milhões para 7 milhões de habitantes.
O território perdido foi distribuído da maneira seguinte:
- a Romênia recebeu a Transilvânia (102 000 km²);
- a Croácia, a Eslavônia e a Voivodina uniram-se à Sérvia (63 000 km²);
- a Tchecoslováquia recebeu a Rutênia e a Eslováquia (63 000 km²) ;
- a Áustria recebeu a Burgenland (4 000 km²); Sopron voltou à Hungria após o referendo de 1921.

A Hungria perdeu o acesso ao mar que possuía através da Croácia.
O tratado criou expressivas minorias húngaras na Romênia, na Iugoslávia e na Tchecoslováquia.

## Consequências
Em razão da redistribuição de territórios de população húngara entre os países vizinhos, manifestaram-se reivindicações do Estado húngaro por sobre tais territórios, principalmente no que tange à Romênia. Formaram-se ainda agremiações étnicas e movimentos políticos húngaros nos países limítrofes e, na Hungria, o partido Jobbik reclama a reintegração dos territórios e populações húngaras pré-Trianon.